# Estação Saint-Georges
Saint-Georges é uma estação da linha 12 do Metrô de Paris, localizada no 9.º arrondissement de Paris.

## História
A estação foi aberta em 8 de abril de 1911. Ela deve o seu nome à place Saint-Georges e à rue Saint-Georges cuja extremidade norte leva para a dita praça.
Ela foi renovada no início da década de 2000 em um estilo livremente inspirado no estilo Nord-Sud.
Em 2011, 1 254 251 passageiros entraram nesta estação. Ela viu entrar a 1 279 016 passageiros em 2013, o que a coloca na 285ª posição das estações de metro por sua frequência em 302.

## Serviços aos Passageiros

### Acessos

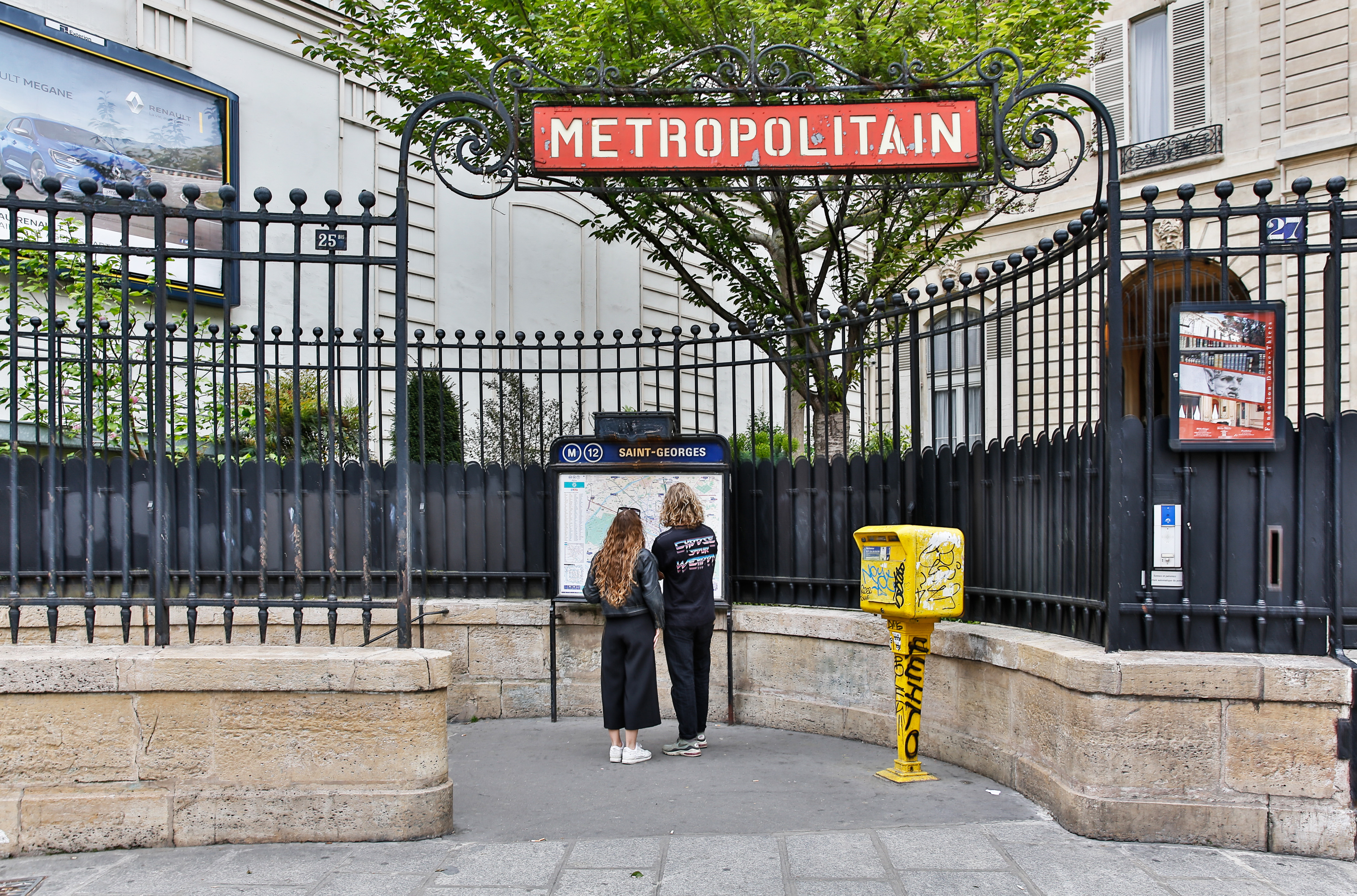
O acesso particular da estação, na place Saint-Georges.

Por falta de espaço, a entrada da estação se faz por uma escada em curva tomada no pátio de um dos imóveis da place Saint-Georges, relativamente pequena. Ele leva sobre a sala dos bilhetes que se encontra diretamente ao nível das plataformas: é uma das raras salas de estações de metrô onde se pode ver às vezes a luz exterior do dia e os trens passar.

### Plataformas

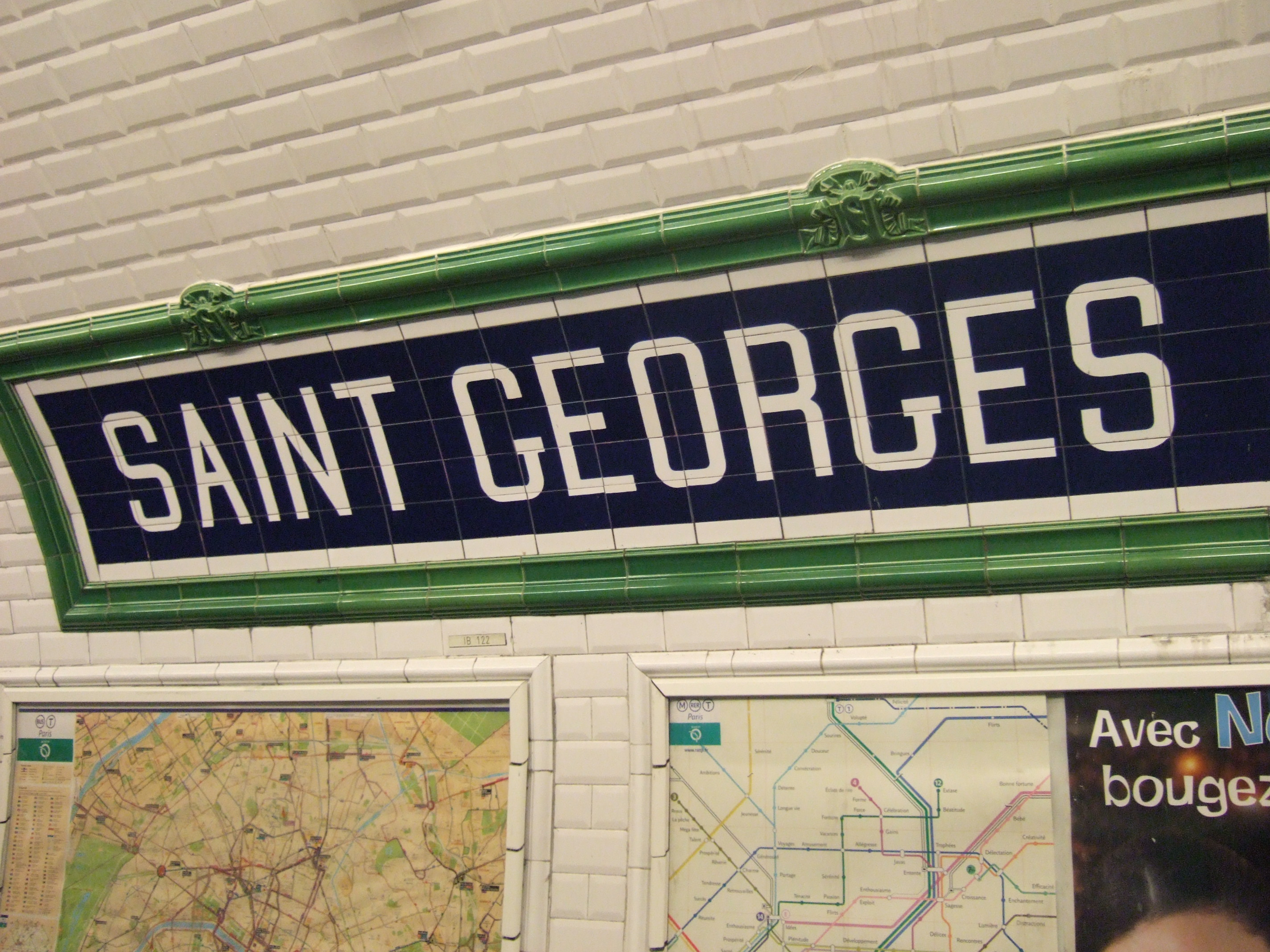
Nome da estação, nas plataformas.

A estação possui duas plataformas laterais separadas por duas vias do metrô, elas mesmas separadas por um pé-direito formando duas semi-estações. As plataformas são decoradas em um estilo livremente inspirado no estilo Nord-Sud original. As pequenas telhas biseladas recobrem os pés-direitos, a abóbada e os tímpanos, como no original. Por outro lado, os quadros publicitários e os quadros do nome da estação são em faiança Nord-Sud de cores verde (habitualmente reservada às estações em correspondências, no lugar do marrom). O nome, se ele ainda é inscrito em faianças em branco sobre fundo azul, é de tamanho reduzido (equivalente às placas esmaltadas das outras estações). Ela é a única estação a ter adotado este estilo particular. Os bancos de estilo "Motte" são verdes e a faixa de iluminação é branca e arredondada no estilo "Gaudin" da renovação do metrô da década de 2000.

### Intermodalidade
A estação é servida pelas linhas 67 e 74 da rede de ônibus RATP.